# بارتوشتسه
بارتوشتسه (به لهستانی:  Bartoszyce) یک منطقهٔ مسکونی در لهستان است که در شهرستان بارتوشتسه واقع شده‌است. بارتوشتسه ۱۱ کیلومتر مربع مساحت و ۲۴٬۹۹۴ نفر جمعیت دارد.

## خواهرخوانده
شهرهای نینبورگ و باگراتیئونوفسک خواهرخوانده‌های بارتوشتسه هستند.